# Mabel Walker
Mabel Cordelia Holloway Walker (2 de mayo de 1902 - 8 de julio de 1987),  fue una sufragista, presidenta fundadora del Sindicato de Maestros de Bahamas y la primera mujer en dirigir un sindicato en Bahamas. Junto con Mary Ingraham, Georgianna Symonette y Eugenia Lockhart iniciaron el Movimiento por el Sufragio Femenino que hizo campaña por el sufragio universal. En 2012, en el cincuentenario de las mujeres que obtuvieron el derecho al voto, el gobierno de las Bahamas creó una serie de sellos postales para honrar a estas mujeres. Ella spareció en un sello de 50 centavos.

## Biografía
Mabel Cordelia Holloway nació en Greenville, Carolina del Sur, el 2 de mayo de 1902, hija del reverendo Elias B. Holloway. Era la sexta de nueve hijos.
Realizó sus estudios primarios en Greenville y la secundaria en Oberlin High School en Oberlin, Ohio.
Asistió a la Universidad Howard en Washington D. C., donde obtuvo una licenciatura en artes. Mientras estaba en Howard, conoció a su futuro esposo Claudius Roland Walker, un bahameño quien estaba estudiando una licenciatura en ciencias.
Mientras estaba en la universidad, participó activamente en el movimiento de la Asociación Cristiana de Mujeres Jóvenes (YWCA), asistiendo a muchas conferencias de la YWCA.
Después de graduarse de la universidad y casarse, trabajó en una YWCA en Nueva Jersey mientras su esposo realizaba sus estudios de medicina en Meharry College en Nashville, Tennessee. Realizó estudios privados en Artes y Oficios y pintura. La pareja se mudó a Las Bahamas después de que Claudio completara sus estudios de medicina.

## Carrera
Después de mudarse a las Bahamas, se involucró en la educación inicialmente al abrir una escuela preescolar y ayudar en las clases de educación para adultos en el Instituto Técnico de las Bahamas.
Más tarde, se convirtió en maestra en el sistema escolar local y enseñó en las escuelas Southern Preparatory School, Western Senior y Junior. Fue ascendida a directora de la escuela primaria Woodcock. Se retiró de la docencia en 1962.
En 1947 fundó la Unión de Maestros de las Bahamas. Al ser la presidenta fundadora, se convirtió en la primera mujer en ser presidenta de un sindicato en Las Bahamas.